# Stazione di Mizuhashi
La stazione di Mizuhashi (水橋駅?, Mizuhashi-eki) è una stazione ferroviaria della città di Toyama, nella prefettura omonima in Giappone. La stazione è gestita dalla JR West e serve la linea principale Hokuriku.

## Linee
JR West
■ Linea principale Hokuriku

## Struttura
La stazione è costituita da due marciapiedi laterali con due binari passanti. Le banchine sono collegate al fabbricato viaggiatori da un sovrappassaggio, e sono presenti servizi igienici, biglietteria automatica, e una sala d'attesa, con una stufa a gasolio attiva per il freddo inverno.
| 1-2 | ■ Linea principale Hokuriku | per Itoigawa e Naoetsu |
| 2-3 | ■ Linea principale Hokuriku | per Toyama e Kanazawa  |

## Stazioni adiacenti
| 《                        | Servizio                  | 》                        |
| Linea principale Hokuriku | Linea principale Hokuriku | Linea principale Hokuriku |
| ------------------------- | ------------------------- | ------------------------- |
| Higashi-Toyama            | -                         | Namerikawa                |